# Елеанор Мері Рід
Елеанор Мері Рід (англ. Eleanor Mary Reid; англ. Eleanor Mary Wynne Edwards; 1860–1953) — британська вчена, палеоботанік.

## Життєпис
Елеанор Мері Вінн Едвардс народилася 13 листопада 1860 року у Денбі, Денбігшир. Вона навчалася у коледжі Westfield College у Лондоні, закінчила навчання у 1892 році зі ступенем бакалавра. Спочатку Елеанор Мері Рід не мала спеціальної освіти в галузі палеонтології та ботаніці, вона викладала фізику та математику в престижному коледжі Cheltenham Ladies College. 
Саме завдяки її чоловікові Клементу Ріду, досвідченому ботаніку та палеонтологу, виник її інтерес до доісторичного рослинного світу. 
Еланор вийшла заміж за Клемента Ріда у 1897 році, і саме завдяки їхній співпраці в галузі палеоботаніки вона стала однією з провідних жінок-геологів.
Еланор зацікавилася скам'янілими залишками рослин, які вона вивчала разом із своїм чоловіком Клементом Рідом. Вони працювали над тим, як можна надійно ідентифікувати рослини та змогли спільно опублікувати результати досліджень. У 1899 році вийшла перша книга подружжя Рід, The Origin of the British Flora, яка була присвячена палеоботаніці. Клемент Рід відзначив, що Елеанор допомогла зібрати близько 100 зразків з родовища біля села West Wittering. Саме їм двом приписують встановлення того, що «флору можна було надійно реконструювати з джерел, багатих викопними рештками». У 1907 році вийшла наступна, друга книга The Fossil Flora of Tegelen-sur-Meuse, near Venloo, in the Province of Limburg, в якій окрім палеоботаніки було розглянуто питання, що стосувалися геологічної епохи плейстоцену. Остання книга, яку вони опублікували разом, була у 1915 році, за рік до смерті її чоловіка Клемента Ріда, під назвою The Pliocene Floras of the Dutch-Prussian Border, яка була орієнтована як на теми палеоботаніки, так і геологічної епохи пліоцену .
Інтерес Рід до палеонтології продовжився і після смерті чоловіка. Горище в її будинку стало лабораторією, у якій вона працювала. На отримані у 1919 році кошти з Фонду Мерчісона Геологічного товариства Рід опублікувала монографію про флору епохи пліоцену (1920 рік). Вона була однією з чотирьох жінок, які того року стали членами Геологічного товариства та започаткувала нове наукове партнерство і дружбу на все життя з Марджорі Чендлер, яка отримала диплом з природничих наук у Кембриджському університеті за рік до того. Чендлер була асистенткою Рід протягом наступних 40 років. 
Чендлер та Рід досліджували доісторичні рослини, використовуючи колекцію Британського музею. Через шість років вони опублікували книгу з двох частин, присвячену палеоботаніці. Їх перша книга, Catalogue of Cenozoic Plants in the Department of Geology, volume 1. The Bembridge Flora, була опублікована у 1926 році. Це був розширений опис кайнозойських рослин, особливо тих, що історично зростали на острові Вайт. Наступний, другий том The London Clay Flora вийшов у 1933році. В обох цих томах Рід використала свої висновки, щоб описати зміни кліматичних умов у третинний період, про що свідчать зміни рослин, що спостерігаються в мінералах різного віку. Зміна форми та структури насіння та плодів протягом віків дала нові докази еволюційних змін, що відбуваються всередині рослин. Дослідження Рід і Чендлер показали, що територія, на якій розташований Лондон, колись була частиною тропічного лісу. Також Рід розробила багато нових методів для вилучення зразків із такого матеріалу як торф.
Вийшовши на пенсію, Рід присвятила багато часу, щоб служити церкві та відвідувати з лекціями школи. Вона читала роботи письменників-мандрівників та навіть їздила на велосипеді у свої вісімдесят років.
Елеанор Мері Рід померла 28 вересня 1953 року від тромбозу у Milford on Sea у Гемпширі.

## Нагороди та досягнення
У 1936 році Елеонор Мері Рід була нагороджена медаллю Лаєлла за її досягнення у відкритті нової геологічної інформації та інноваційні методи досліджень. 